# Rouffignac-Saint-Cernin-de-Reilhac
Rouffignac-Saint-Cernin-de-Reilhac – miejscowość i gmina we Francji, w regionie Nowa Akwitania, w departamencie Dordogne.
Według danych na rok 1990 gminę zamieszkiwało 1465 osób, a gęstość zaludnienia wynosiła 24 osób/km² (wśród 2290 gmin Akwitanii Rouffignac-Saint-Cernin-de-Reilhac plasuje się na 290. miejscu pod względem liczby ludności, natomiast pod względem powierzchni na miejscu 90.).